# Ockradvärgspett
Ockradvärgspett (Picumnus limae) är en fågel i familjen hackspettar inom ordningen hackspettartade fåglar.

## Utbredning och systematik
Arten förekommer i nordöstra Brasilien, i Ceará, Rio Grande do Norte, Paraíba, Pernambuco och Alagoas.
Beståndet från östra Piauí till södra Ceará, Paraíba, Pernambuco och Alagoas behandlades tidigare som den egna arten Picumnus flavescens. Denna inkluderas numera i limae. 

## Status
IUCN kategoriserar arten som livskraftig.